# Sunbeam 3 Litre
La Sunbeam 3 Litre est une automobile sportive de luxe de la seconde moitié des années 1920, développée par le constructeur automobile britannique Sunbeam. Dévoilée en octobre 1924 au London Motor Show, elle constitue la riposte de Louis Coatalen, l'ingénieur en chef de Sunbeam, à la Bentley 3 Litre, victorieuse aux 24 Heures du Mans 1924.